# Alleo
Alleo是由法国国家铁路及德国铁路合资的一家子公司，它主要经营通过法国高速铁路东线往返于巴黎至法兰克福或斯图加特/慕尼黑之间、以及自2012年3月23日起经营通过法国高速铁路莱茵河－隆河线往返于法兰克福至马赛之间的国际列车服务。公司负责人为弗兰克·霍夫曼（Frank Hoffmann）及贝阿特利斯·勒洛普（Béatrice Leloup）。

## 历史

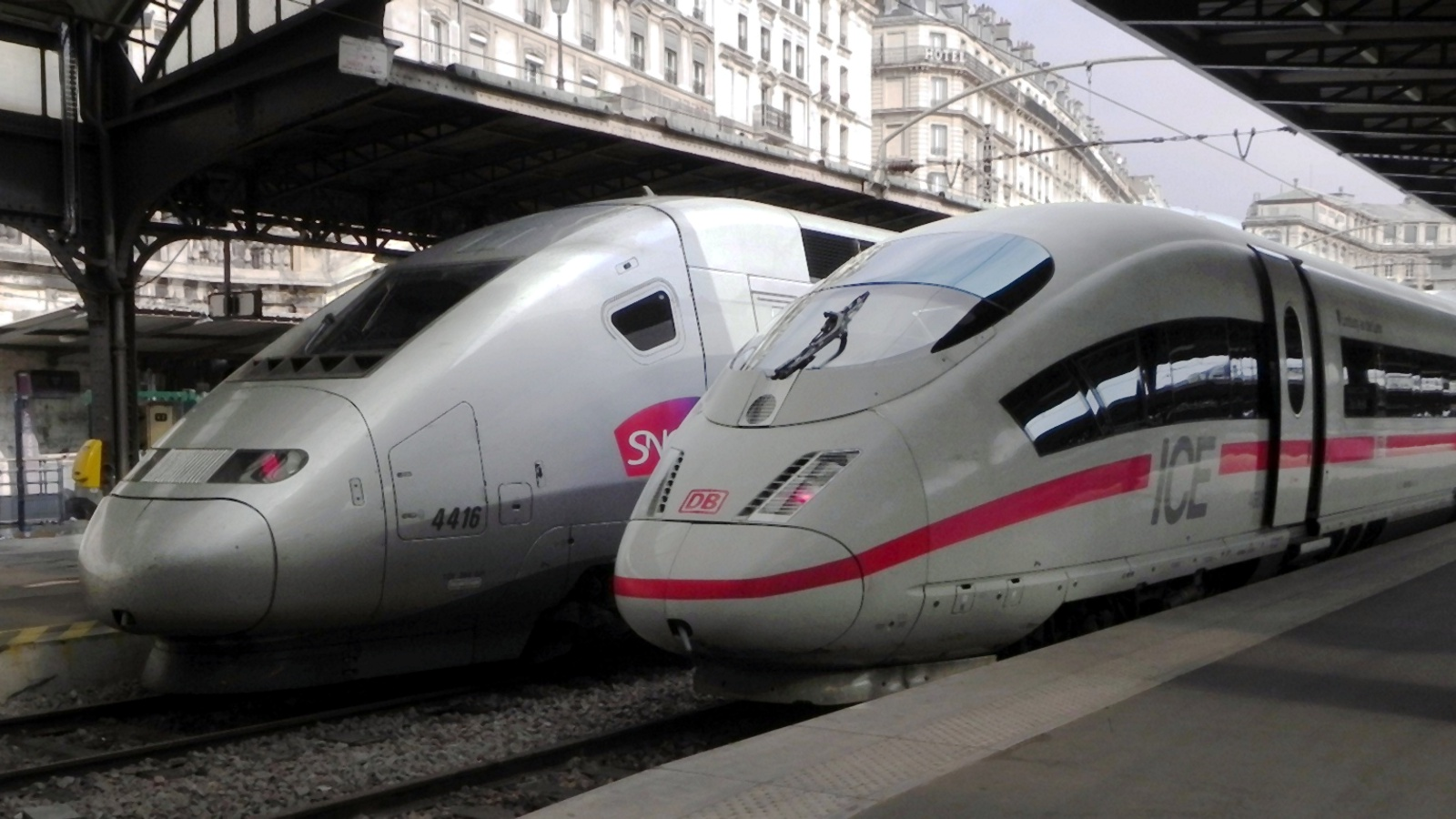
停靠于巴黎东站的ICE（右）及TGV（左）

2005年5月23日，德国铁路及法国国家铁路的原总裁哈特穆特·梅多恩及路易·加洛瓦签署了一项谅解备忘录，计划自2007年起在德国南部至法国巴黎之间共同提供高速列车服务。
成立合资公司Alleo的协议则由梅多恩及后任法国国家铁路总裁安娜-玛丽·伊德拉克于2007年5月25日在巴黎签署，并接管了原项目公司Rhealys的工作。新公司的总部设于德国萨尔布吕肯，总共仅设7名雇员。合资公司的协议保障直至2012年。与类似的业务模式相比，例如法国国家铁路与瑞士联邦铁路合资的Lyria，Alleo并不对外交流，也没有设立面向乘客的品牌。
在首个企业年度中，共有约220万旅客使用了跨境高速服务。其中55%的旅客是藉由法兰克福至巴黎间的列车运行，其余45%则是由慕尼黑和斯图加特至巴黎间的列车运行。据德国铁路介绍，德国至法国间的ICE和TGV列车在周四、周五、周六和周日的上座率甚至可以达到90%－100%。然而，自2008年夏季起，由于ICE列车经常出现故障，它们往往会在萨尔布吕肯折返或取消班次，乘客需要换乘TGV列车。即便经常出现故障或取消，在这条线路中的长途路程中仍然没有其它的出行方式具备竞争力。
2008年3月，公司负责人霍夫曼宣布，鉴于首个财政年度的良性发展，未来将要设立更多的经停站（例如香槟-阿登高铁车站）及目的地（例如马恩拉瓦莱-谢尔西车站，通过法国高速铁路网络与巴黎迪士尼乐园相接）。但在2009年12月的运行图调整中，由法兰克福到发的列车仅是首先经停了洛林高铁车站。
随着法国高速铁路莱茵河－隆河线在2011年12月建成通车，两国铁路部门又自2012年3月23日起合作新开行了由法兰克福经斯特拉斯堡及里昂至马赛的列车服务。

## 公司名称
对于公司名称的起源，有两种不同的说明。其中一种解释是它由法语单词“（走）”及“（德国的）”共同组成。另一种解释则是它来源于“（东西联盟）”的首字母缩写。弗兰克·霍夫曼指出，音节“All”可以代表（联盟）、（德国）或（一起）的缩写，后缀则是“我走了”的拉丁语翻译。

## 线路

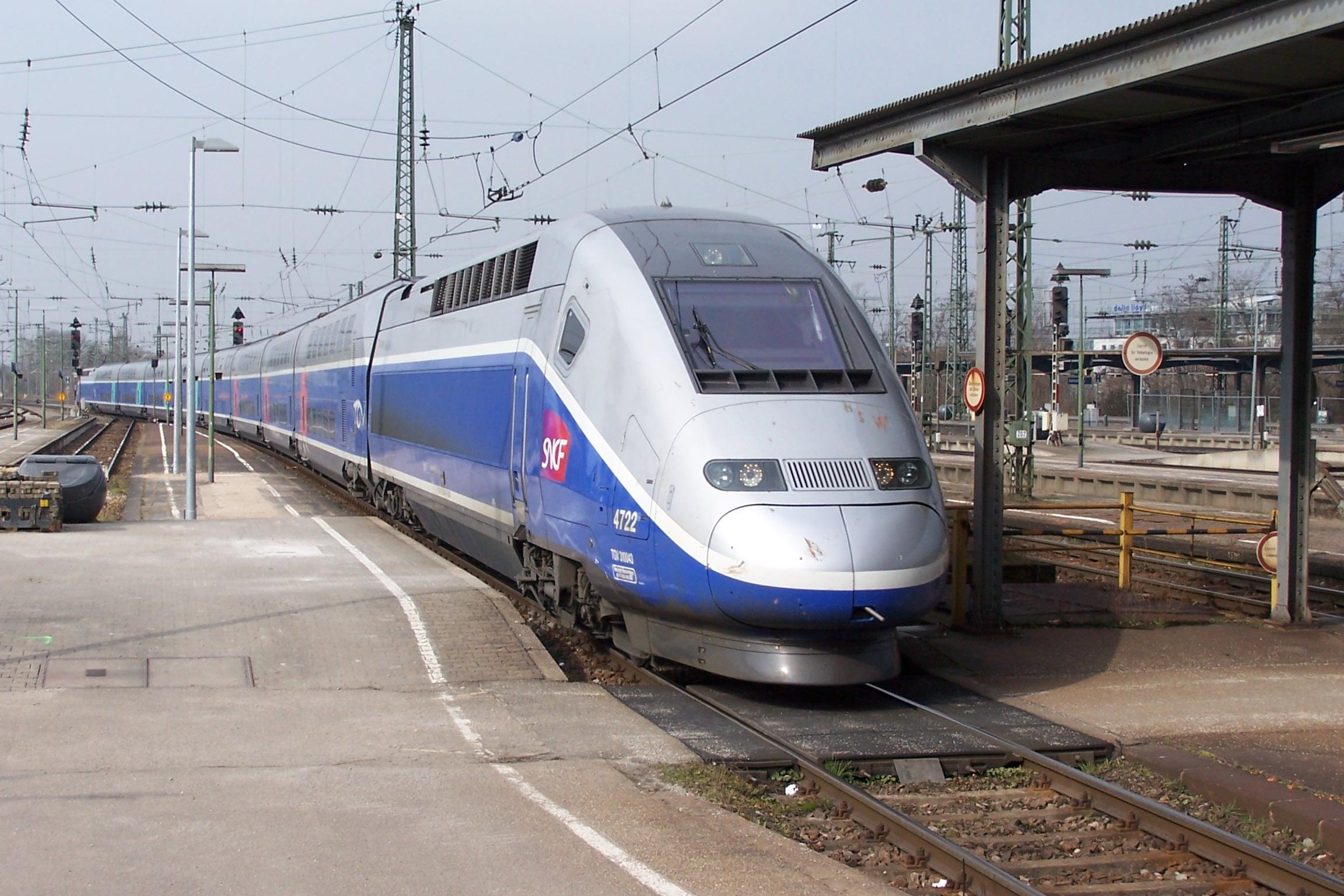
TGV 2N2列车运行于德国卡尔斯鲁厄

截自2014年的运行图，Alleo主要提供以下线路的服务：
- 法兰克福－萨尔布吕肯－巴黎（每日五班，全程约4小时）
- 慕尼黑－斯图加特－巴黎（每日五班，其中一班由斯图加特始发，全程约6小时09分）
- 法兰克福－斯特拉斯堡－里昂－马赛（每日一班，全程约7小时45分）

## 车辆
在巴黎－斯图加特－慕尼黑的线路上最初使用TGV POS列车，在这些列车被调拨至Lyria后，该线路则使用TGV 2N2列车替代。巴黎－法兰克福线路主要使用ICE-3MF列车，仅有1对车次使用TGV 2N2列车。而新开行的法兰克福－马赛线路则也使用TGV 2N2列车。